# فرنسية كبكية
فرنسية كبكية (بالفرنسية:Français québécois) هي اللغة الفرنسية الرسمية في كندا, سواء كانت في المعاملات الرسمية أو غير الرسمية. حيث تستخدم في مجالات التعليم والإعلام والمعاملات الحكومية، إلى جانب المعاملات اليومية بين السكان.